# Berg-Segge
Die Berg-Segge (Carex montana) ist eine Pflanzenart aus der Gattung Seggen (Carex) innerhalb der Familie der Sauergrasgewächse (Cyperaceae). Sie ist in Eurasien verbreitet.

## Beschreibung

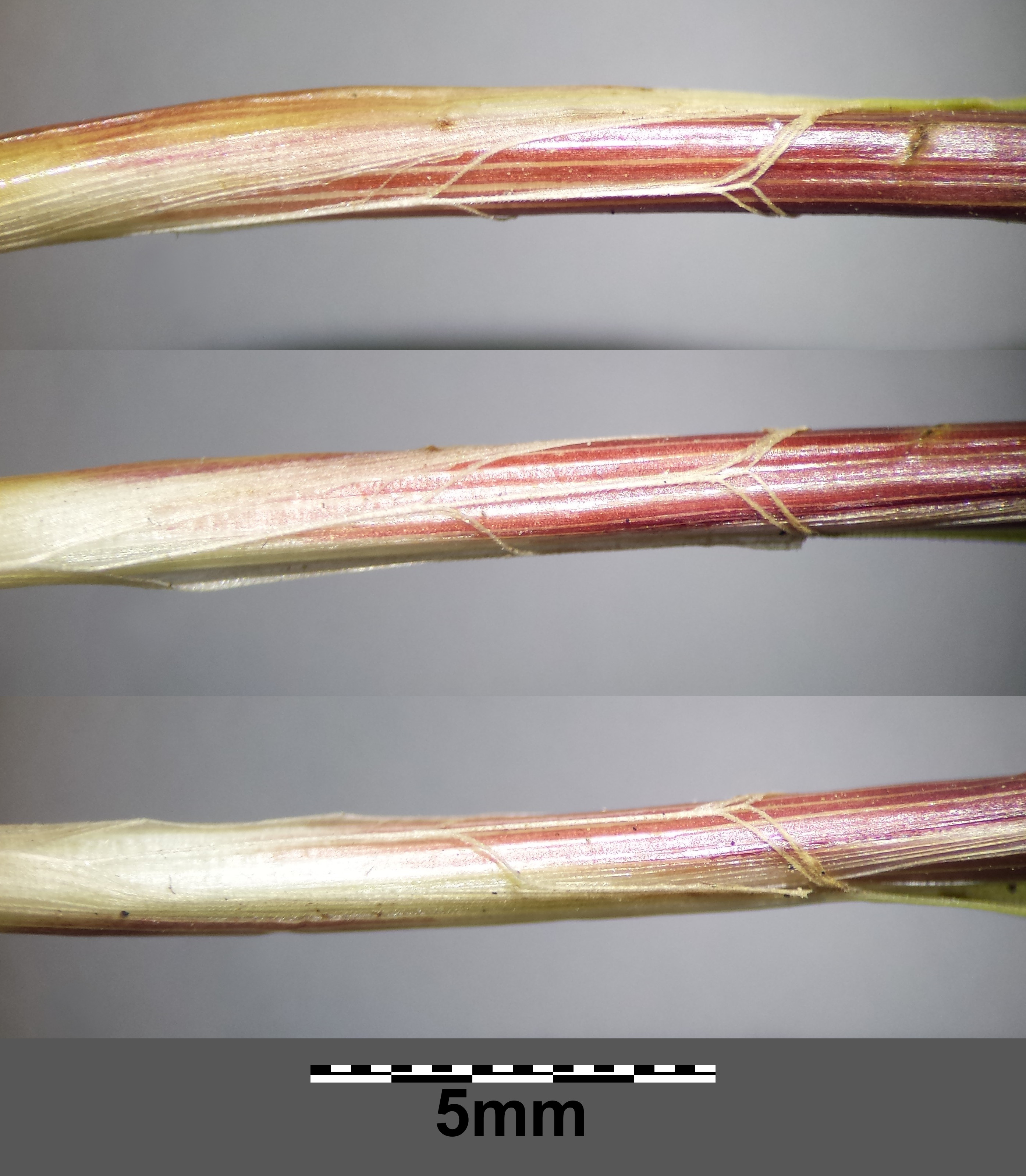
Unterste Blattscheiden

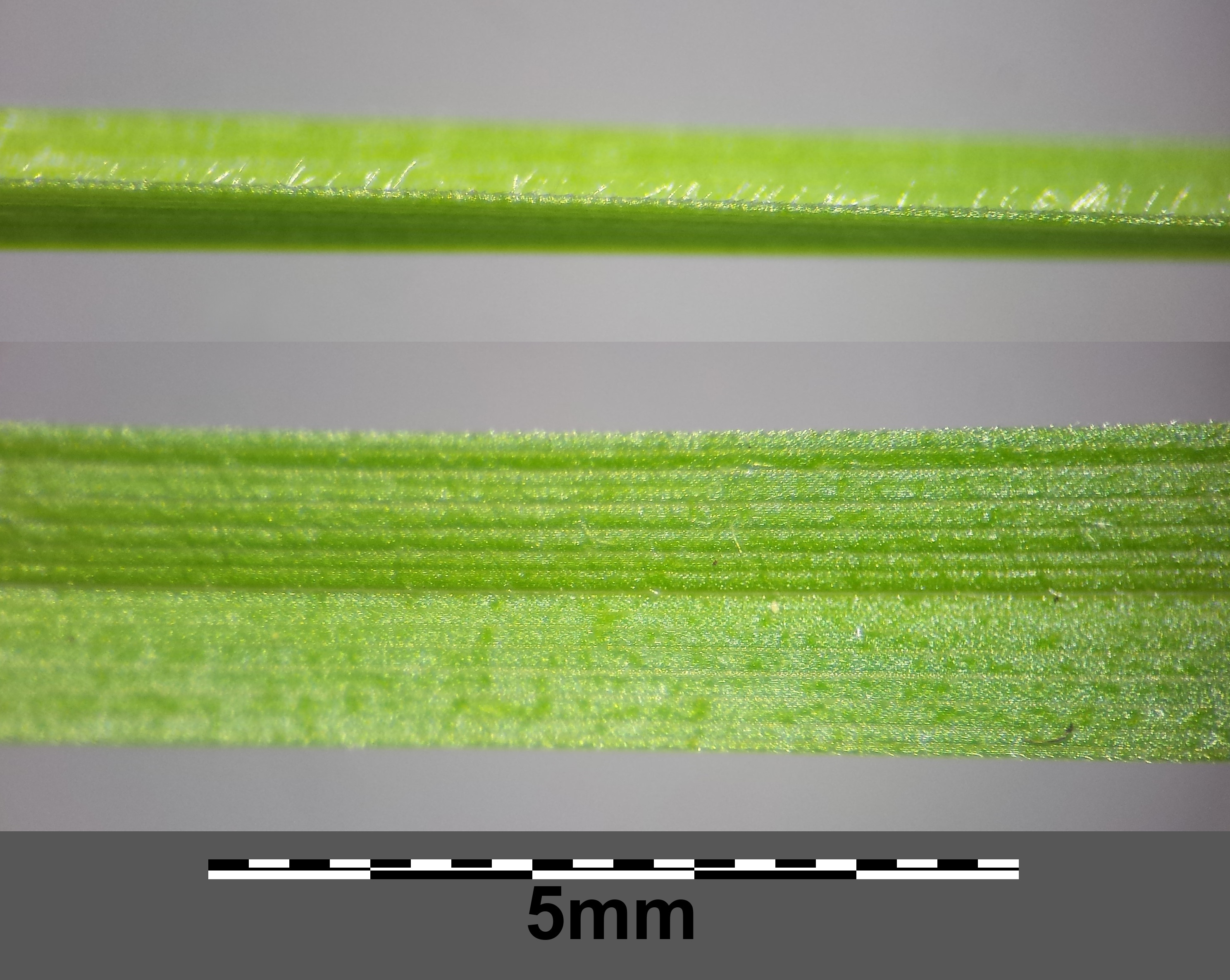
Blattspreite

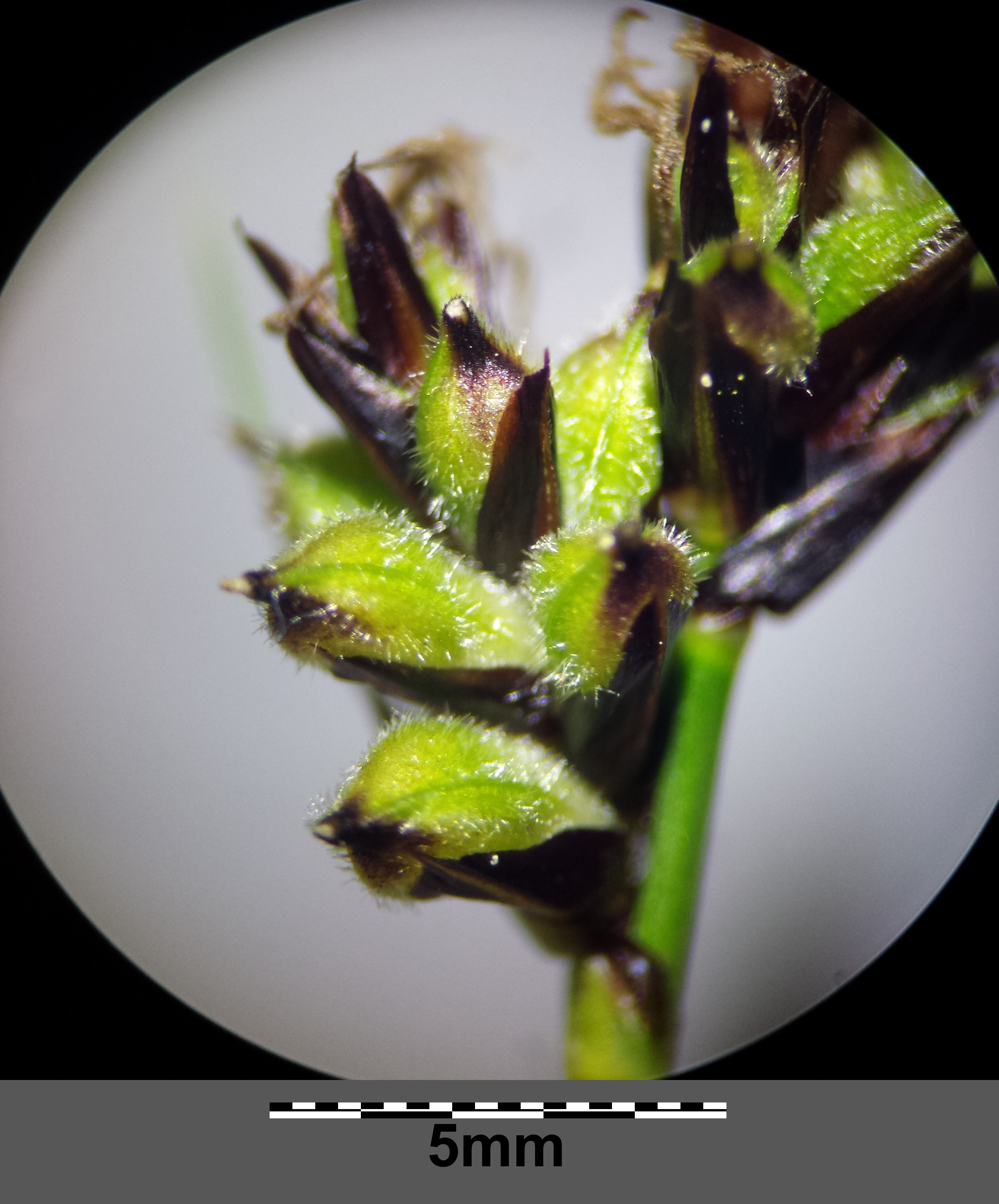
Weibliche Ähre mit behaarten Schläuchen.

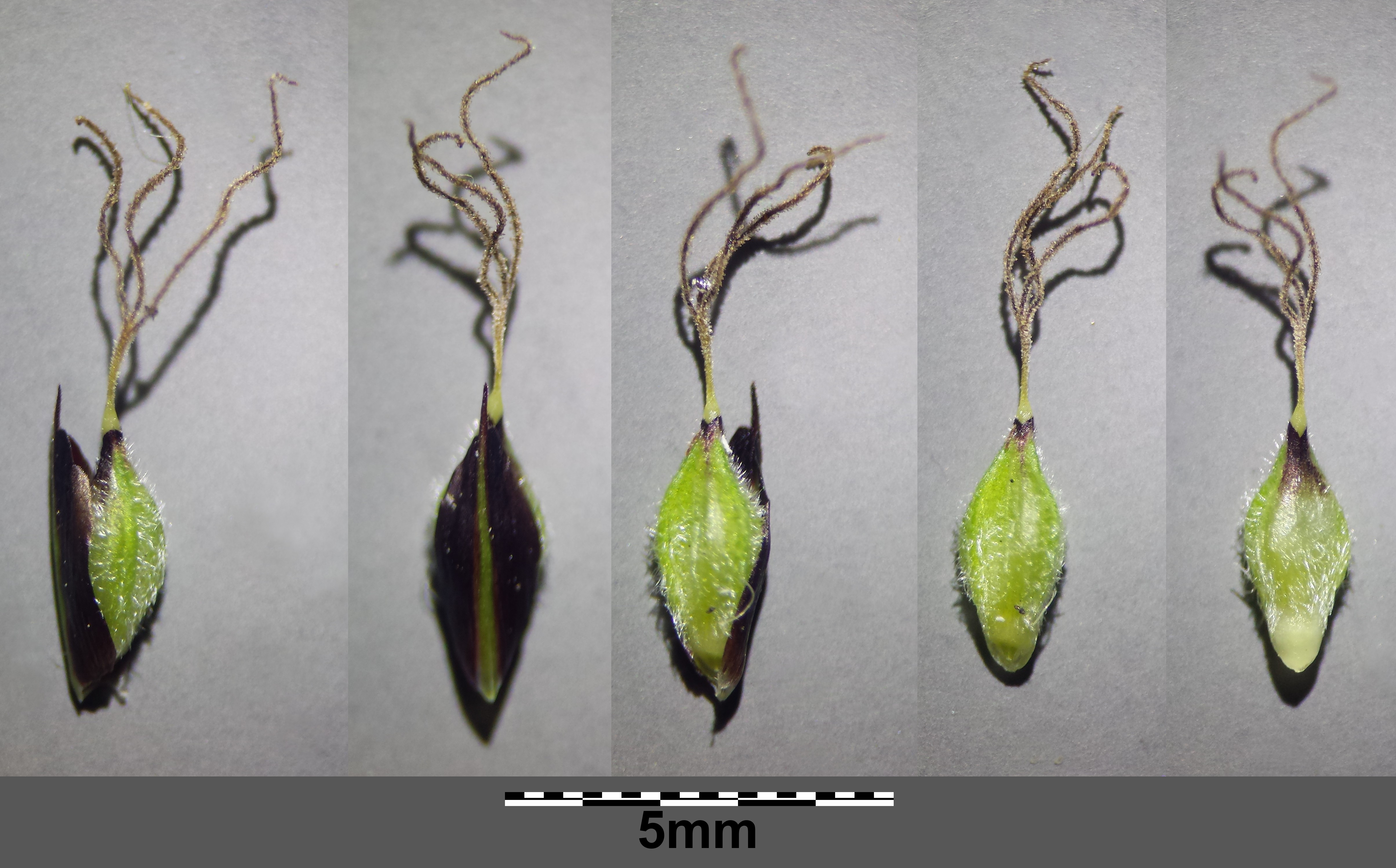
Schlauch mit drei Narben und Tragblatt

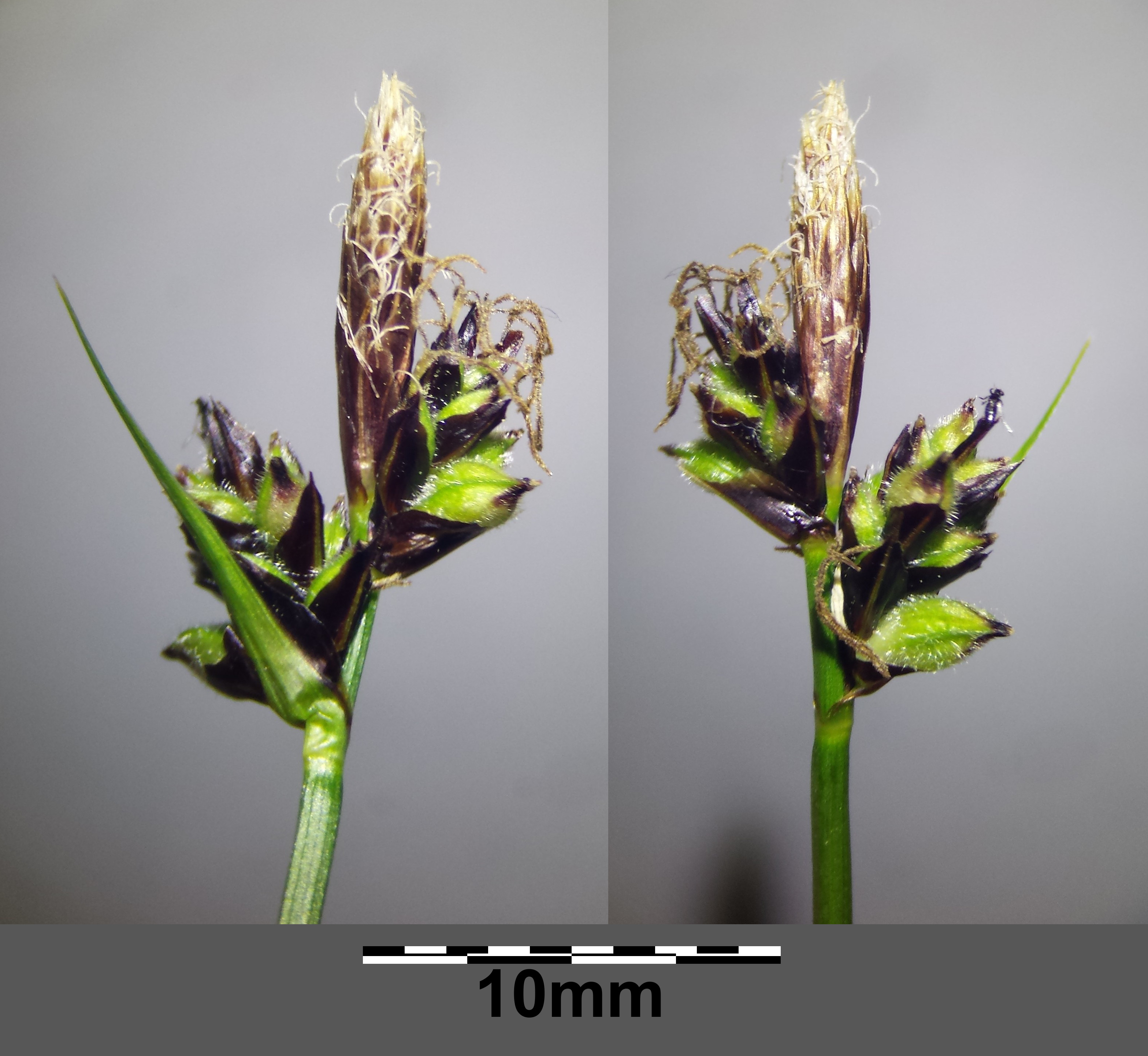
Blütenstand mit oben einer ♂-Ähre und unten mehreren ♀-Ähren.

### Vegetative Merkmale
Die Berg-Segge ist eine ausdauernde krautige Pflanze und erreicht Wuchshöhen von 10 bis 25, selten bis zu 40 Zentimetern. Mit einem kräftigen fast knollig verdickten Rhizom und horstigem Wuchs bildet sie hexenringartige Bestände. Die Stängel sind steif, dünn und stumpf dreikantig und zur Fruchtreife hängen sie über. Die grundständigen Blattscheiden sind blut-rot und zerfasern netzartig. Die Laubblätter sind 1,5 bis 2 Millimeter breit, auf der Oberseite leicht behaart, weich und zuletzt länger als der Stängel. Der Blattrand ist sehr fein gesägt und erscheint daher rau.

### Generative Merkmale
Die Blütezeit reicht von März bis Mai. Der Blütenstand ist gedrungen und 3 bis 4 Zentimeter lang. Die Berg-Segge ist eine Verschiedenährige Segge. Die ein bis drei weiblichen Ährchen sind dichtblütig, rundlich-oval, sitzend und aufrecht. Das einzelne männliche Ährchen ist dunkel-braun, bei einer Länge von 1 bis 2 Zentimetern keulenförmig, zylindrisch. Das unterste Hüllblatt hat keine oder eine sehr kurze Scheide und ist trockenhäutig; häufig hat es keine Spreite oder die Spreite ist breit hautrandig. Das zu ihr gehörende weibliche Ährchen ist sitzend und wird vom Hüllblatt meist nicht überragt. Die schwarz-violetten bis schwarz-braunen Tragblätter sind verkehrt-eiförmig mit spitzem oberen Ende, sie sind nicht fransig bewimpert und kürzer als die Frucht. Der Griffel trägt drei Narben. Die Schläuche sind bei einer Länge von 3 bis 4 Millimeter länglich verkehrt-eiförmig, dreikantig, am Grund stielartig verschmälert und oben ziemlich plötzlich in den sehr kurzen Schnabel verschmälert; sie sind hell-grün, dicht rauhaarig, am Grund oft braun und am oberen Ende oft dunkel gefärbt.
Die Frucht ist verkehrt-eiförmig, dreikantig und fast weiß.
Die Chromosomenzahl beträgt 2n = 38.

## Unterschiede zu ähnlichen Arten
Der Berg-Segge am ähnlichsten ist die Fritsch-Segge (Carex fritschii). Die Fritsch-Segge unterscheidet sich von der Berg-Segge durch Blattscheiden, die blassbraun bis blassgrau sind, durch stachelspitzige und nur braune Tragblätter der weiblichen Blüten und durch ein laubartiges Hüllblatt der untersten Ähre. Sie entwickelt auch kurze Ausläufer und die Blattscheiden der Grundblätter werden zu einem starken Faserschopf entwickelt. Sie wird auch 40 bis 60 Zentimeter hoch, während die Berg-Segge nur 10 bis 25 (selten bis 40) Zentimeter hoch wird. Die Berg-Segge hat keine Ausläufer und ihre Blattscheiden sind blutrot. Die Tragblätter der weiblichen Blüten sind nur spitz und schwarzviolett bis schwarzbraun.

## Vorkommen

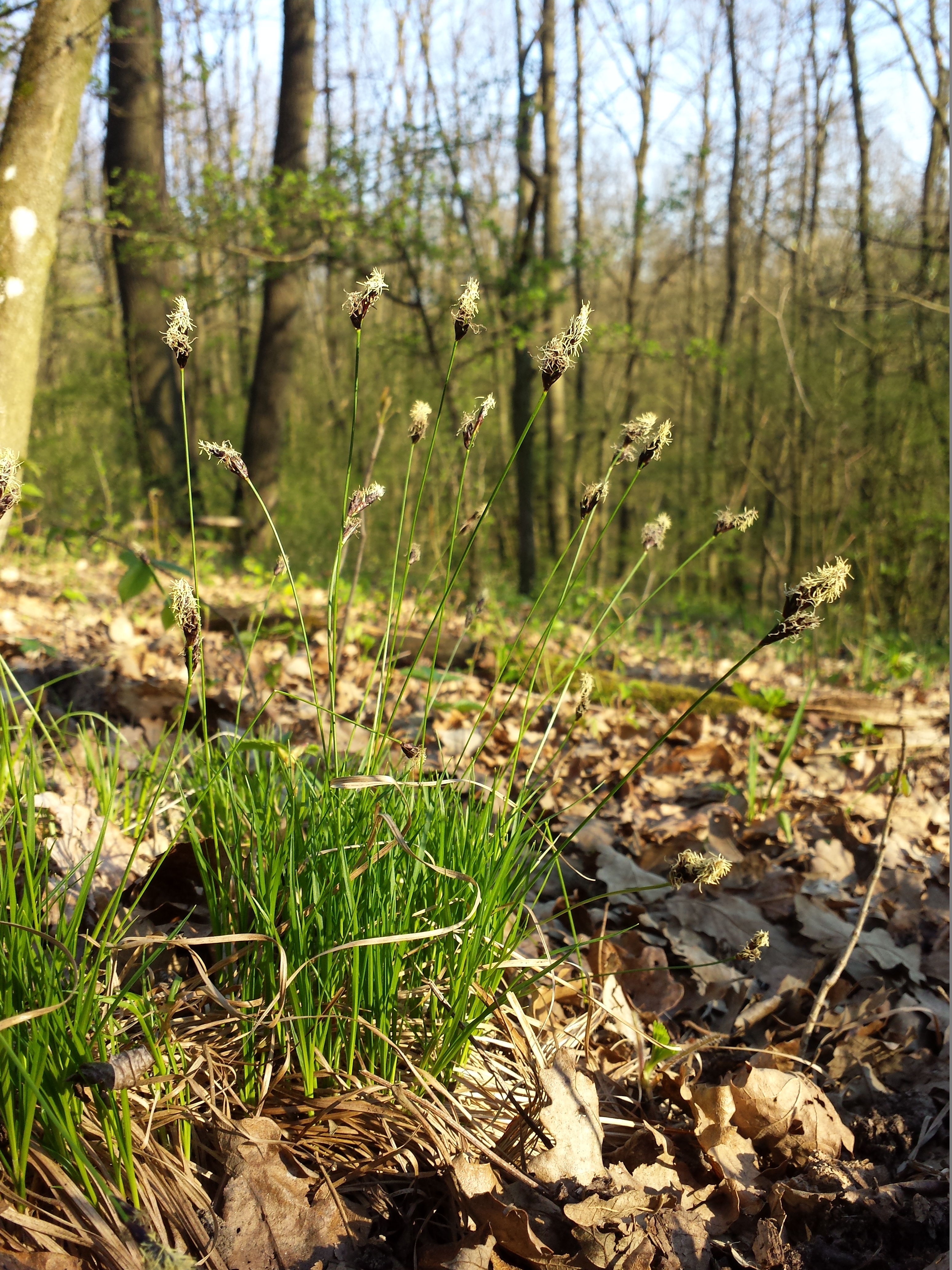
Habitus im Habitat

Die Berg-Segge ist von Europa bis Sibirien verbreitet.  Sie ist ein submeridional-montanes bis temperates, subozeanisches Florenelement. In Europa kommt sie in fast allen Ländern vor und fehlt nur in Portugal, Irland, Norwegen, Finnland, in den Niederlanden, Albanien, Nordmazedonien und im europäischen Teil der Türkei. In Griechenland ist die Ursprünglichkeit zweifelhaft.
Sie kommt in Mitteleuropa von der collinen (Hügellandstufe) bis in die montane (Gebirgsstufe) Höhenstufe vor. Im mitteleuropäischen Tiefland westlich der Elbe fehlt sie und östlich von ihr ist sie selten. In den Mittelgebirgen von Mitteleuropa kommt sie auf kalkhaltigem Boden zerstreut vor, sie ist dort oft bestandsbildend; sie steigt in den Alpen bis etwa zur Baumgrenze auf. In den Allgäuer Alpen steigt sie auf der Vorderen Üntschenalp bei Schoppernau in Vorarlberg bis zu einer Höhenlage von 1730 Meter auf. In Graubünden erreicht sie am Piz Padella 2400 Meter.
Die Berg-Segge wächst in wärmeliebenden Laubwäldern, Gebüschen und Halbtrockenrasen. In Tieflagen kommt sie oft im Carici-Fagetum und im Galio-Carpinetum vor, in höheren Lagen mehr im Mesobromion oder in der Gesellschaft von Sesleria albicans. Die Berg-Segge ist kalkhold und ein (Kalk-)Lehmzeiger. Die Berg-Segge wächst auf mäßig basenreichen und oft auch kalkhaltigen, trockenen, mit Mull oder Humus untermischten Lehmböden in klimagünstiger Lage.
Die ökologischen Zeigerwerte nach Landolt et al. 2010 sind in der Schweiz: Feuchtezahl F = 2+w (frisch aber mäßig wechselnd), Lichtzahl L = 3 (halbschattig), Reaktionszahl R = 4 (neutral bis basisch), Temperaturzahl T = 3 (montan), Nährstoffzahl N = 2 (nährstoffarm), Kontinentalitätszahl K = 4 (subkontinental).

## Taxonomie
Die Erstveröffentlichung von Carex montana erfolgte 1753 durch Carl von Linné in Species Plantarum, Band II, Seite 975. Synonyme für Carex montana L. sind: Carex collina Willd. nom. superfl., Carex caryophyllaea J.F.Gmel., Carex caryophyllata Kunth, Carex conglobata All., Carex czetzii Janka, Carex emarginata Willd., Carex filiformis L., Carex montana var. conglobata (All.) Nyman, Carex montana subsp. czetzii (Janka) Nyman, Carex montana var. emarginata (Willd.) Nyman, Carex montana var. flavida Waisb., Carex montana var. gracilior Waisb., Carex montana var. luxurians Čelak., Carex montana var. procera Gaudin, Carex montana var. procerior Gaudin, Carex montana var. rigida Waisb., Carex montana var. verniformis Waisb., Carex perennis Krock., Carex pubescens Gilib., Carex pumila Honck. nom. illeg.